# الاتحاد الدولي للملاكمة (للهواة)
الاتحاد الدولي للملاكمة أو AIBA ، في الأصل الرابطة الدولية للملاكمة الهواة ، هي منظمة رياضية تنظم ملاكمة للهواة (على غرار الألعاب الأولمبية) وتمنح البطولات العالمية والمرتبة. في الآونة الأخيرة، حاول AIBA بناء نسخته شبه الاحترافية من الملاكمة، حيث سيحتفظ الملاكمون بأهليتهم الأولمبية، من خلال دوري البطولة للفريق المعروف باسم World Series of Boxing و AIBA Pro Boxing.

## ما ذكر عن الاتحاد الدولي للملاكمة بالميثاق الاولمبي النافذ منذ 17 تموز/يوليو 2020
جاء الاعتراف بهذا الاتحاد صراحة في النظام الداخلي للقاعدة 45 من الميثاق الاولمبي النافذ في 17 تموز/يوليو 2020 وكالاتي:
الميثاق الأولمبي النافذ منذ 17 تموز/يوليو 2020:
- النظام الداخلي للقاعدة 45:

- 1.3.1 الألعاب الرياضية، التي تحكمها الاتحادات الرياضية الدولية التالية، المدرجة حاليًا في المنهاج، وهي:

- - الاتحاد الدولي للملاكمة (AIBA)؛(1)

## مسابقات
منذ 11 آذار/ مارس 2013، تنطبق قواعد جديدة على الملاكمة المحكومة AIBA. يسرد الآن ثلاث مسابقات مختلفة:
- لا تزال AIBA Open Boxing (AOB)، المعروفة سابقًا باسم الملاكمة للهواة أو الملاكمة الأولمبية، المنافسة الرئيسية داخل AIBA
- AIBA Pro Boxing (APB) هو دوري ملاكمة محترف
- بطولة العالم للملاكمة (WSOB) هي بطولة فريق شبه احترافية

## التاريخ
خلال دورة الألعاب الأولمبية الصيفية لعام 1920 في أنتويرب، اجتمع ممثلون من الاتحادات الوطنية في إنكلترا وفرنسا وبلجيكا والبرازيل وهولندا في اتحاد أولي لتأسيس اتحاد دولي للملاكمة: الاتحاد الدولي للملاكمة الهواة (FIBA). تم الاحتفال بالمؤسسة الرسمية في 24 آب/أغسطس. بعد ذلك مباشرة، ظهرت مسابقات دولية في ساحة الملاكمة، مما سمح للهواة بالتنافس في بطولات معروفة.
في تشرين الثاني/نوفمبر 1946، تم التوصل إلى إجماع لإفساح المجال أمام الهيئة الحاكمة للملاكمة لاستعادة فقدان المصداقية بسبب سلوك بعض كبار المسؤولين في الحرب العالمية الثانية. تم حل FIBA وقررت جمعية الملاكمة للهواة الإنكليزية بالشراكة مع الاتحاد الفرنسي للملاكمة إنشاء AIBA ؛ الرابطة الدولية للهواة. تم انتخاب رئيس اتحاد الملاكمة الفرنسي Emile Grémaux لمنصب الرئيس.
بعد مرور ستين عامًا، واصلت AIBA تنظيم الملاكمة في الألعاب الأولمبية دون استخدام كلمة «الهواة». حتى الآن، كانت الملاكمة للهواة موجودة في جميع القارات مع البطولات القارية وكذلك كأس العالم وبطولات العالم التي نظمتها AIBA.
منذ 2005 AIBA عقد كأس العالم للملاكمة.
يرأس الاتحاد الدولي للملاكمة منذ عام 2006 وو تشينغ كو.
في عام 2010، أطلقت AIBA بطولة شبه احترافية تسمى World Series of Boxing (WSB). الملاكمون يقاتلون من أجل فرقهم ويتقاضون الرواتب. تقام المباريات في خمس فئات مختلفة للوزن، ويتنافس الملاكمون في خمس جولات لمدة ثلاث دقائق، ولا يرتدون أغطية الرأس وهم عاري الصدر. يشبه نظام التحكيم الملاكمة المهنية. ومع ذلك، لا يزال الملاكمون يعتبرون هواة، لذلك يمكنهم التنافس في مسابقات الهواة، مثل الألعاب الأولمبية.
في آب/أغسطس 2011، أفاد منفذ الأخبار الأولمبية Around the Rings أن AIBA وافقت بالإجماع على إنشاء علامتها التجارية الخاصة للملاكمة بالإضافة إلى WSB. قال الرئيس وو: «مع الملاكمة المحترفة من AIBA ، يعرف الملاكم منذ البداية ما الذي سيحدث لهم وماذا سيكون مستقبلهم المهني على المدى الطويل».
بدأ عمل الملاكمة الاحترافي AIBA في أواخر عام 2014.
في كانون الأول/ديسمبر 2017، أعربت اللجنة الأولمبية الدولية عن مخاوفها بشأن إدارة AIBA ،  وأكدت هذه المخاوف في قرار المجلس التنفيذي للجنة الأولمبية الدولية في شباط/فبراير 2018.
في حزيران/يونيو 2019، صوتت اللجنة الأولمبية الدولية لتعليق اعترافها بـ AIBA كهيئة حاكمة للرياضة، وتجريد AIBA من أي مشاركة في الألعاب الأولمبية. ستشرف اللجنة الأولمبية الدولية على أحداث التأهل للملاكمة لدورة الألعاب الأولمبية لعام 2020 من خلال فريق عمل برئاسة موريناري واتانابي (JPN)، رئيس الاتحاد الدولي للجمباز.  
شارك هذا الاتحاد الدولي للملاكمة في العديد من فضائح الفساد بما في ذلك في العديد من إصدارات الألعاب الأولمبية الصيفية.  تم الاعتراف به من قبل اللجنة الأولمبية الدولية (IOC) كهيئة حاكمة دولية لرياضة الملاكمة حتى عام 2019، عندما علقت اللجنة الأولمبية الدولية اعترافها بالاتحاد. لكن تراجعت عن هذا التعليق واعترفت به في الميثاق الاولمبي السابق الصادر في 26 حزيران/يونيو 2019 والذي عدل لاحقا في 17 تموز/يوليو 2020 حيث ذكر الاعتراف به مع بقية الاتحادات الرياضية الأخرى في النظام الداخلي للقاعدة 45 من الميثاق الاولمبي النافذ منذ 17 تموز/يوليو 2020
في ١٢ ديسمبر ٢٠٢٠ تم اختيار عمر نزاروفيتش كرمليف رئيسًا للاتحاد الدولي للملاكمة حيث تلقى ٥٧.٣٣% من الأصوات. وفي العام نفسه انطلقت عملية الإصلاح في AIBA. حيث تم إنشاء خمس لجان جديدة: لجنة المدربين، لجنة الأبطال والملاكمين القدماء، لجنة المنافسات، لجنة المرأة، اللجنة الطبية ومكافحة المنشطات. وخلال عملية الإصلاح، قام الاتحاد الدولي للملاكمة بزيادة عدد فئات الوزن لملاكمة الهواة للرجال والنساء إلى ١٣ و١٢ على التوالي. وتم تحديد الجوائز النقدية لبطولة العالم حيث ١٠٠ ألف دولار مقابل الميدالية الذهبية و٥٠ ألف دولار مقابل الميدالية الفضية و٢٥ ألف دولار للبرونزية. كما تم تنفيذ برنامج الدعم المالي للاتحادات الوطنية.
في عام ٢٠٢١ تم تعيين اشتفان كوفاكتش أمينًا عامًا لـلاتحاد الدولي للملاكمة. وفي العام نفسه، ترأس الدكتور أولريش هآس المجموعة المستقلة المعنية بإصلاح إدارة الاتحاد الدولي للملاكمة.
في ١٣ ديسمبر ٢٠٢٠ اعتمد الاتحاد الدولي للملاكمة دستورًا جديدًا.
في ٧ أبريل ٢٠٢١، أبرم الاتحاد الدولي للملاكمة اتفاقية تعاون مع مؤسسة غازبروم، ونتيجة لذلك حصلت الشركة الروسية على صفة الشريك العام للاتحاد.
في ٢٨ مايو ٢٠٢١، أبرم الاتحاد الدولي للملاكمة اتفاقية مع المجلس الدولي للرياضات العسكرية CISM. وفي العام ذاته، أبرم الاتحاد اتفاقية مع ITA
تم تعيين المحامي الكندي ريتشارد ماكلارين، الذي قام بإجراء التحقيق، بناءً على طلب من الاتحاد الدولي للملاكمة بغرض الكشف عن وقائع التلاعب بنتائج المباريات في الدوري ٢٠١٦ في ريو دي جانيرو.
في عام ٢٠٢١ قام الاتحاد الدولي للملاكمة بسداد كل الديون، بما في ذلك تلك التي قدرت بـ ١٠ ملايين دولار لصالح الشركة الأذربيجانية Benkons LLC.

## تأريخ الاتحاد الدولي للملاكمة
تم العثور على أول دليل على الملاكمة في مصر ويعود إلى عام 3000 قبل الميلاد. كان المقاتلون عراة وكان الحدث جزءًا من احتفالات الملك. لسنوات وسنوات، تطورت الملاكمة بشكل مستمر وتم قبولها لأول مرة كرياضة أولمبية في عام 688 قبل الميلاد في الأولمبياد 23 في أولمبيا. أصبح Onomastos of Smyrna (معناه حرفيا مشهور سميرنا) أول بطل أولمبي في الملاكمة. بعد أكثر من 2600 سنة، لا تزال الملاكمة في برنامج الألعاب الأولمبية. كانت أول مسابقة للملاكمة في الألعاب الأولمبية في العصر الحديث في نسخة 1904 في سانت لويس (الولايات المتحدة الأمريكية) مع نوبات في سبع فئات وزن.
بعد عدة سنوات، التقى ممثلو الاتحادات الوطنية في إنكلترا وفرنسا وبلجيكا والبرازيل وهولندا في مؤتمر تحضيري لتأسيس اتحاد دولي للملاكمة: la Fédération Internationale de Boxe Amateur (FIBA). تم الاحتفال بالأسس الرسمية لـ FIBA في 24 آب/أغسطس 1920 خلال الألعاب الأولمبية في أنتويرب، بلجيكا. نمت المنافسة الدولية بسرعة مما سمح للهواة بالتنافس في البطولات المرموقة.
في تشرين الثاني/نوفمبر 1946، أعطيت بداية جديدة للهيئة الحاكمة للملاكمة من أجل استعادة بعض فقدان المصداقية الناجم عن سلوك بعض كبار المسؤولين خلال الحرب العالمية الثانية. تم حل FIBA وقررت جمعية الملاكمة للهواة الإنجليزية، بالشراكة مع الاتحاد الفرنسي للملاكمة، إنشاء AIBA ؛ l’Ass Association Internationale de Boxe Amateur.
الآن، بعد 60 عامًا، تستمر AIBA في إدارة الملاكمة في الألعاب الأولمبية بينما يأخذ رئيس AIBA الجديد الدكتور Ching-Kuo Wu الملاكمة في عصر جديد.
لم تعد كلمة «هاوٍ» مستخدمة، بينما شكل الملاكمة في جميع أنحاء العالم يغير صورتها من خلال شعار جديد وإرشادات منافسة ثورية.
الأهم من ذلك، خلال هذا الوقت من التغيير، تواصل الرابطة الدولية للملاكمة العمل بجد لضمان رياضة عادلة وآمنة وخالية من المخدرات لصالح جميع محبي الفن النبيل.(2)

## تواريخ مهمة في تاريخ الاتحاد الدولي للملاكمة AIBA
- أيلول/ سبتمبر 1904 - أول مسابقة ملاكمة في الألعاب الأولمبية في العصر الحديث في سانت لويس (الولايات المتحدة الأمريكية). جرت نوبات في سبع فئات وزن.

- 1906 - تم تقديم الفحص الطبي قبل مسابقة الملاكمة.

- شباط/ فبراير 1920 - المؤتمر التحضيري لتأسيس اتحاد دولي للملاكمة مع ممثلين عن الاتحادات الوطنية في إنكلترا وفرنسا وبلجيكا والبرازيل وهولندا بالإضافة إلى مراقبين من الولايات المتحدة الأمريكية وأيرلندا واسكتلندا. تم إعلان اللغة الإنكليزية هي لغة الاتحاد، ولكن الاسم الرسمي للاتحاد مكتوب بالفرنسية: Fédération Internationale de Boxe Amateur (FIBA).

- آب/أغسطس 1920 - التأسيس الرسمي للاتحاد الدولي للملاكمة للهواة (FIBA) خلال الألعاب الأولمبية في أنتويرب. الرئيس: جون إتش دوغلاس (بريطانيا). الدول المشاركة: BEL، CAN، DEN، FRA، GBR، NED، NOR، RSA، SUI، SWE، USA.

- 1921 - أصبحت الفرنسية اللغة الثانية في الاتحاد.

- تموز/يوليو 1926 - مؤتمر FIBA الخامس في باريس وأول انتخابات للجنة التنفيذية للاتحاد الدولي لكرة السلة. تم اتخاذ قرار بقصر الدخول إلى الألعاب الأولمبية على ملاكم واحد لكل دولة لكل فئة. يتم تحديد المباراة بثلاث جولات من ثلاث دقائق بدلاً من جولتين من ثلاث دقائق وجولة واحدة من أربع دقائق كما كانت من قبل.

- آيار/مايو 1931 - تم اتخاذ قرار في مؤتمر FIBA التاسع في بروكسل (بلجيكا) بأن يكون الحكم مسؤولًا من داخل الحلبة (بدلاً من الجلوس بالخارج على كرسي عالٍ) وأن يكون لديك قضاة محايدون في الصف الأول في الحلبة. يُسمح للملاكمين بارتداء واقي الرأس وغطاء الصمغ في الألعاب الأولمبية في لوس أنجلوس (الولايات المتحدة الأمريكية)، لأول مرة.

- تحت AIBA

- تشرين الثاني/نوفمبر 1946 - أول مؤتمر AIBA في لندن (GBR)، بمشاركة 21 دولة. انتخاب أول رئيس للاتحاد الدولي للملاكمة: إميل غريمو (فرنسا).

- آب/أغسطس 1948 - مؤتمر استثنائي في لندن. تأسيس القومسيون الطبي.

- حزيران/يونيو 1950 - المؤتمر الثاني للاتحاد الدولي للملاكمة في كوبنهاغن (DEN) مع 54 اتحادًا وطنيًا. تم تبني قواعد جديدة تنص على وجوب إيقاف المسابقة بعد سقوط الملاكم ثلاث مرات في الجولة، بما في ذلك التعليق الوقائي.

- قرر الكونغرس تقديم فئتي Light Welter و Light Heavyweight لرفع إجمالي فئات الوزن إلى 10 وعدم إجراء مسابقة على الميدالية البرونزية لأول مرة في دورة الألعاب الأولمبية لعام 1952 في هلسنكي (FIN). ويحتل الخاسرون في الدور نصف النهائي تلقائيًا المركز الثالث دون منحهم ميداليات برونزية.

- 1962 - المؤتمر الخامس للاتحاد الدولي للملاكمة في إنترلاكن (سويسرا). روديارد إتش راسل (إنكلترا) انتخب رئيسًا للاتحاد الدولي للملاكمة بعد وفاة إميل جريمو عام 1959.

- تشرين الأول/أكتوبر 1968 - ظهرت مسابقة الملاكمة للألعاب الأولمبية في فئة وزن الذبابة الخفيف باعتبارها الفئة الحادية عشرة لأول مرة في الأولمبياد التاسع عشر في مكسيكو سيتي.

- تشرين الأول/أكتوبر 1970 - مؤتمر AIBA السابع في باريس (FRA) مع 111 اتحادًا وطنيًا.

- آب/أغسطس - أيلول/سبتمبر 1972 - استخدمت قفازات الملاكمة ذات السطح الأبيض لأول مرة في الألعاب الأولمبية في ميونيخ.

- آب/أغسطس 1974 - أول بطولة عالمية للاتحاد الدولي للملاكمة في هافانا (CUB) بمشاركة 242 رياضيًا من 45 دولة.

- أيلول/سبتمبر 1974 - مؤتمر الاتحاد الدولي للملاكمة الثامن في دار السلام (تونس). ن. انتخب نيكيفوروف دينيسوف (اتحاد الجمهوريات الاشتراكية السوفياتية) رئيسًا للاتحاد الدولي للملاكمة. تم إنشاء صندوق AIBA لتطوير الملاكمة في جميع أنحاء العالم، وبالتالي يصبح التضامن الأولمبي جزءًا من عمل AIBA.

- تشرين الثاني/نوفمبر 1978 - مؤتمر AIBA التاسع في مدريد (الولايات المتحدة الأمريكية) مع 127 اتحادًا وطنيًا. انتخب العقيد دون إف هال (الولايات المتحدة الأمريكية) رئيسا للاتحاد الدولي للملاكمة.

- كانون الأول/ديسمبر 1979 - أول بطولة عالمية للناشئين AIBA في يوكوهاما (اليابان). في أكتوبر، أول بطولة كأس العالم للاتحاد الدولي للملاكمة في نيويورك، ماديسون سكوير غاردن (الولايات المتحدة الأمريكية).
- تموز/يوليو وآب/أغسطس 1984 - تم تضمين فئة الوزن الثقيل الفائق (91 + كغم) لأول مرة في الألعاب الأولمبية في لوس أنجلوس (الولايات المتحدة الأمريكية). أصبح ارتداء واقي الرأس إلزامياً لأول مرة.
- كانون الأول/ديسمبر 1988 - قرار مكتب نواب رئيس الاتحاد الدولي للملاكمة بتبني مبادئ للحفاظ على الملاكمة كرياضة أولمبية.
- أيلول/ سبتمبر - تشرين الأول/أكتوبر 1989 - بطولة العالم الخامسة في موسكو (روسيا) بمشاركة 236 ملاكمًا من 43 دولة. لأول مرة، تم استخدام آلة تسجيل النقاط الإلكترونية لجعل مهام الحكام أكثر موضوعية.
- تشرين الثاني/نوفمبر 1993 - في اجتماعه في تونس (TUN)، اعتمد مكتب نواب رئيس الاتحاد الدولي للملاكمة قرارًا بشأن الملاكمة النسائية.
- تشرين الثاني/نوفمبر 1994 - مؤتمر AIBA الثالث عشر في بكين (CHN) مع 187 اتحادًا وطنيًا. تم اتخاذ القرار باستخدام 10 أوقية فقط. القفازات من أجل زيادة سلامة الملاكمين. تم تمديد الحد الأقصى للسن من 32 إلى 34 سنة على أساس التدابير المتخذة لتحسين حماية صحة الملاكمين. الملاكمة النسائية معترف بها.
- كانون الثاني/يناير 1996 - قاعدة جديدة تنص على أن كل ملاكم يجب أن يمتلك كتاب سجل مسابقة AIBA الرسمي.
- تشرين الثاني/نوفمبر 2006 - تم انتخاب الدكتور Ching-Kuo Wu (TPE) ليكون الرئيس السادس لـ AIBA في المؤتمر السادس عشر للاتحاد الدولي للملاكمة في سانتو دومينغو (DOM).
- شباط/فبراير 2007 - تم إطلاق لجنة إصلاح الاتحاد الدولي للملاكمة، المكلفة بأخذ الاتحاد الدولي للملاكمة إلى حقبة جديدة، في اجتماع اللجنة التنفيذية للاتحاد الدولي للملاكمة في تايوان (TPE) مع تعيين عضو مجلس الإدارة التنفيذي للجنة الأولمبية الدولية السيد غيرهارد هيبرغ كرئيس.
- تشرين الأول/أكتوبر 2007 - ولادة AIBA جديدة بعد موافقة 196 اتحادًا وطنيًا في المؤتمر الاستثنائي AIBA في شيكاغو (الولايات المتحدة الأمريكية) لتوصيات لجنة إصلاح AIBA. تشمل التغييرات إدخال شعار جديد، وتشريعات جديدة وقواعد منافسة جديدة.
- تشرين الأول/أكتوبر 2007 - اعتماد بيان المهمة الجديدة للاتحاد الدولي للملاكمة «لحوكمة رياضة الملاكمة العالمية بجميع أشكالها».
- أيلول/سبتمبر 2009 - إطلاق برنامج AIBA Road to Dream لمساعدة الملاكمين والمدربين من البلدان الناشئة في التدريب ولمزيد من المشاركة في بطولات AIBA العالمية الكبرى من خلال تغطية جميع نفقاتهم.
- تشرين الأول/أكتوبر 2009 - إطلاق بطولة العالم للملاكمة (WSB).
- تشرين الثاني/نوفمبر 2010 - البداية التاريخية لموسم WSB الأول.
- آب/أغسطس 2010 - موافقة المجلس التنفيذي للجنة الأولمبية الدولية على إدخال الملاكمة النسائية في الألعاب الأولمبية.
- تشرين الثاني/نوفمبر 2010 - الإعلان عن بناء أكاديمية الملاكمة العالمية AIBA في ألماتي، كازاخستان.
- آب/أغسطس 2011 - إطلاق AIBA Pro Boxing (APB).
- تموز/يوليو 2012 - تم صنع التاريخ في أولمبياد لندن 2012 بعد ظهور الملاكمة النسائية لأول مرة في هذا الحدث لأول مرة. في 9 تموز/يوليو، أصبحت البريطانية نيكولا آدامز أول ملاكم نسائي يفوز بميدالية ذهبية في الألعاب الأولمبية عندما هزمت الصينية رين كانكان.
- تشرين الأول/أكتوبر 2013 - بعد دراسات مكثفة حول سلامة الملاكمين، بما في ذلك مراجعتان إحصائيتان من قبل اللجنة الطبية AIBA حيث تمت دراسة أكثر من 2000 مباراة، قرر الاتحاد الدولي للملاكمة (AIBA) أن الملاكمين في جميع مسابقات Elite Men لن يرتدوا واقي الرأس بعد الآن. تم تقديم هذه الأرقام في اجتماع مشترك بين رؤساء اللجنة الطبية للاتحاد الدولي للملاكمة واللجنة الطبية للجنة الأولمبية الدولية. أشارت جميع البيانات المتاحة إلى أن إزالة حامي الرأس في مسابقات النخبة للرجال سيؤدي إلى انخفاض عدد حالات الارتجاج.
- تشرين الأول/أكتوبر 2013 - توج عشرة من أبطال العالم الجدد للملاكمة خلال بطولة العالم للملاكمة AIBA في ألماتي، كازاخستان.
- أيلول/سبتمبر 2014 - افتتح رئيس الاتحاد الدولي للملاكمة الدكتور تشينغ كو وو رسميًا أكاديمية الملاكمة العالمية AIBA. يقع مقر الأكاديمية في تالغار في منطقة ألماتي بكازاخستان، وهي معهد تدريبي متكامل يشمل جميع جوانب تطوير الملاكمين. تحدد أكاديمية AIBA أفضل الممارسات والمعايير العالمية لتعليم الملاكمة وتطويرها وأدائها.
- تشرين الثاني/نوفمبر 2014 - أعيد انتخاب الدكتور Ching-Kuo Wu رئيسًا لـ AIBA خلال مؤتمر AIBA في جيجو، كوريا الجنوبية. تصوت اللجنة الطبية للاتحاد الدولي للملاكمة (AIBA) ومؤتمر الاتحاد الدولي للملاكمة (AIBA) بالإجماع على دعم إزالة واقي الرأس كإجراء أمان لملاكمي النخبة من الرجال.
- كانون الثاني/يناير 2015 - إريك فايفر يصنع تاريخ AIBA Pro Boxing من خلال كونه أول بطل عالمي لـ APB في باكو، بعد أربعة أشهر من إطلاق هذا الشكل الجديد للمنافسة.
- جزيران/يونيو 2015 - فازت أستانا أرلانس كازاخستان بلقبها الثاني في بطولة العالم للبوكر WSB بعد فوزها على كوبا دومادوريس في نهائيات الموسم الخامس من WSB في أستانا، كازاخستان.(3)
- أعلنت اللجنة الأولمبية الجزائرية في 6 أكتوبر 2023 انسحابها رسمياً من الاتحاد الدولي للملاكمة (IBA)، وذلك استجابة لطلب اللجنة الأولمبية الدولية التي طالبت بعدم التعامل مع الاتحاد "غير المعترف به". وأوضحت اللجنة أنها انضمت إلى الاتحاد العالمي الجديد للملاكمة. كما نفت اللجنة الأخبار المتداولة حول البطلة الجزائرية إيمان خليف، معتبرة أنها إشاعات تهدف للتشويش على إنجازاتها ونجاح الجزائر في الانضمام إلى الاتحاد الجديد.[15]

## واقي الرأس
في مسابقات AOB Elite Men (19-40 سنة)، لا يُسمح بواقي الرأس على جميع المستويات الوطنية والقارية والدولية. بالنسبة لجميع مسابقات الفئات الأخرى، لا يزال واقي الرأس إلزاميًا. ومع ذلك، تحتفظ AIBA لنفسها بالحق في إجراء بعض المسابقات من غير النخبة من الرجال بدون واقي الرأس لإعداد الإزالة النهائية لواقي الرأس لجميع الفئات بدءًا من 1 كانون الثاني/يناير 2018.
بالنسبة لجميع الملاكمين الذين لا يرتدون واقي الرأس، ومن أجل منع أي قطع محتمل، يُسمح للمدربين بتطبيق مادة الوقاية من القطع Cavilon على جميع مناطق وجه الملاكم قبل جميع المسابقات التي تقام بدون واقي الرأس.

## الأحداث
- كأس العالم للملاكمة
- سلسلة الملاكمة العالمية
- بطولة العالم للملاكمة للهواة
- الألعاب الأولمبية
- الألعاب الأولمبية للشباب
- بطولة العالم AIBA للملاكمة
- بطولة ايبا العالمية للشباب للملاكمة
- بطولة AIBA Junior World Boxing

- ألعاب الكومنولث

## الهوامش
- (1) الميثاق الاولمبي النافذ منذ 17 تموز/يوليو 2020، (كتاب ورقي) اعداد وترجمة وتأليف: المحامي والباحث القانوني وليد محمد الشبيبي، بغداد: مكتبة صباح القانونية - اب/أغسطس 20210. الصفحات 151 - 155.

- (2) نقلا عن موقع المنظمة الرسمي على الرابط: https://www.aiba.org/aiba-boxing-history2/

- (3) نقلا عن موقع المنظمة الرسمي على الرابط: https://www.aiba.org/aiba-boxing-history2/

## روابط خارجية
- الموقع الرسمي